# Ковзний затвор

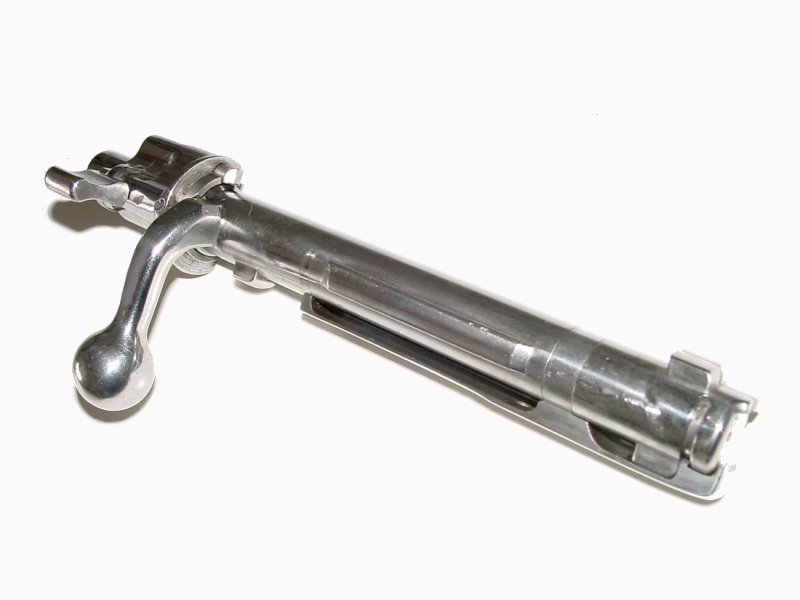
Ковзний затвор від Mauser 98

Ковзний затвор — механізм вогнепальної стрілецької зброї, що забезпечує відкривання і закривання каналу ствола шляхом прямолінійного поступального руху затвора уздовж осі ствола.

## Механізм
Зброя, що використовує ковзний затвор, стріляє унітарним патроном і для відкриття і закриття ствола затвор рухається в особливій коробці назад-вперед і по своїй осі. Переміщення затвора здійснюється руків'ям, яке кріпиться збоку до затвора, і для запирання каналу ствола затвор повертається зліва направо до упору гребеня затвора в праву стінку (плече) коробки. При відкритті затвора особливий пристрій (екстрактор), розміщений в його гребені, витягує із патронника стріляну гільзу; при запиранні каналу ствола затвор вводить в патронник патрон і в той же час зводить ударник, для запалювання капсуля при пострілі.
До недоліків поздовжньо-ковзного затвора відносяться необхідність конструктивно забезпечити великий поздовжній хід — не менше довжини патрона, що веде до збільшення сукупної довжини ствольної коробки, отже — і зброї в цілому, збільшенню маси і витрати металу. Крім того, в більшості випадків потрібне застосування спеціального замикаючого пристрою, який так чи інакше утримує затвор у казенного зрізу ствола під час пострілу.

## Історія

### Гвинтівка Дрейзе

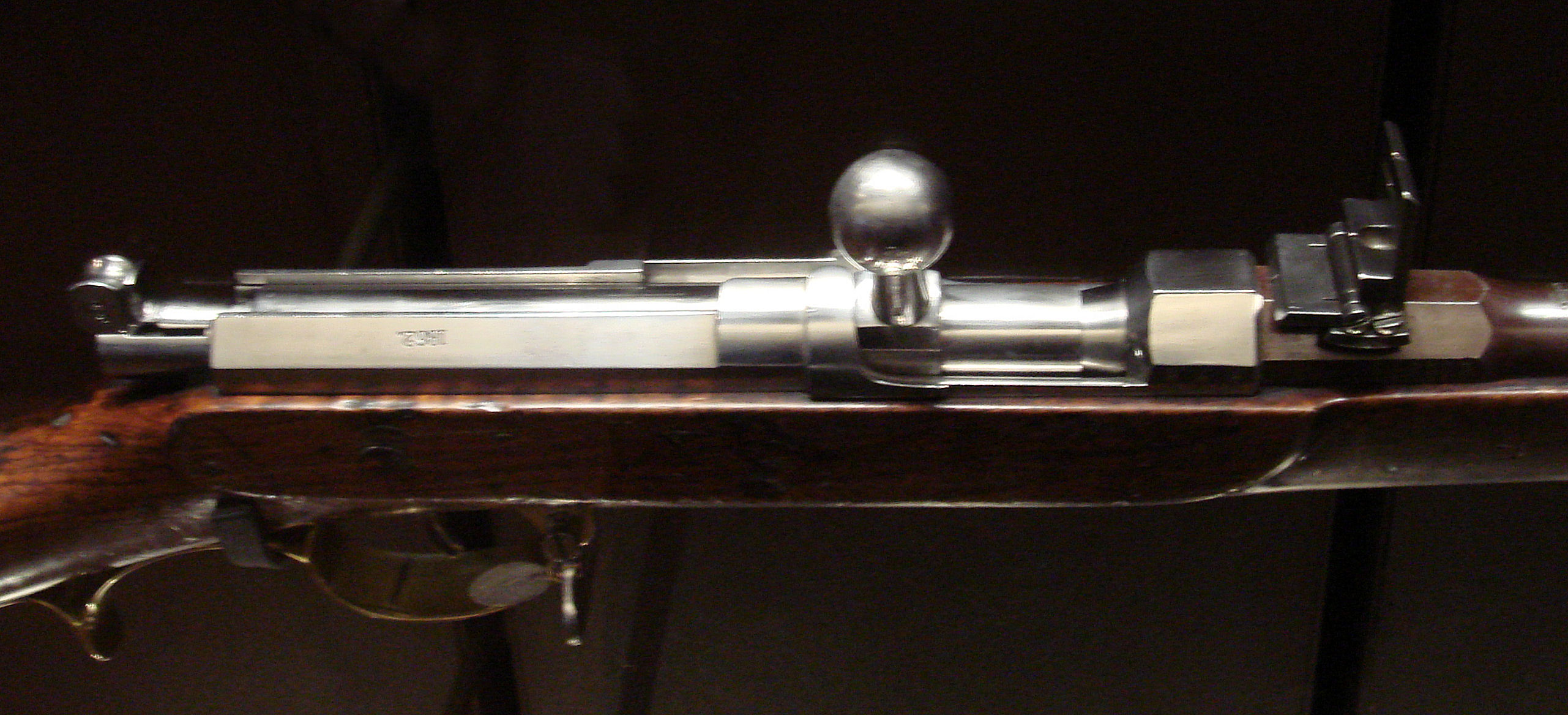
Ковзний затвор гвинтівки Дрейзе

У середині XIX століття стали в великих кількостях з'являтися конструкції гвинтівок, які заряджались з казенника. В них застосовувались різні конструкції затворів: відкидні, кранові та інші. Однією з найвдаліших і найперспективніших гвинтівок, які заряджались з казенника була гвинтівка Дрейзе 1841 року, яка була вперше оснащена ковзним затвором. Сама по собі вона була недосконала: використовувався паперовий патрон з капсулем, який розташовувався на дні, через що для пострілу його потрібно було протикати довгою голкою, яка часто ламалася. Але це вже був справжній патрон, та й ковзний затвор виявився достатньо зручним у використанні і тому став достатньо популярним.

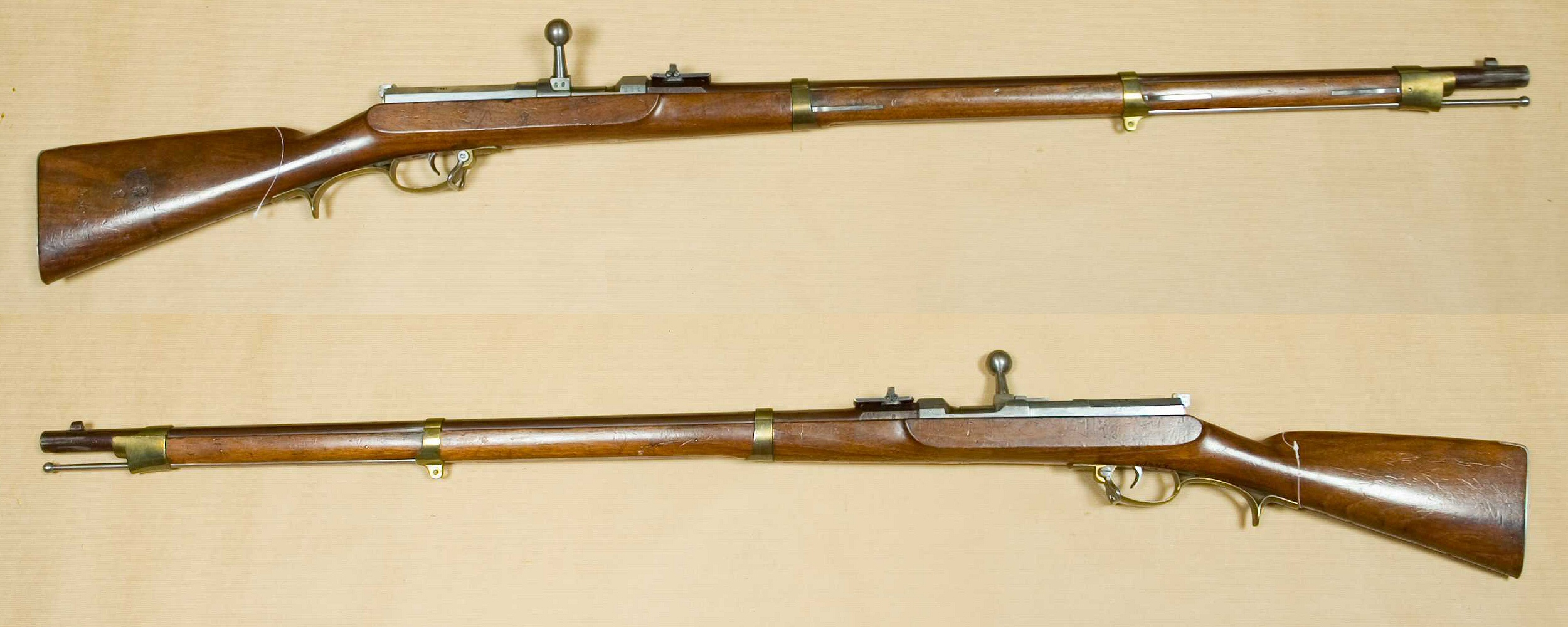
Гвинтівка Дрейзе моделі 1841 року

Затвор у гвинтівки Дрейзе мав вигляд трубки, яка ковзала вперед і назад в ствольній коробці, що була продовженням ствола, і яка містила в собі замочний механізм. Замикання його здійснювалося поворотом за годинниковою стрілкою, як єдиний бойовий виступ при цьому використовувалося руків'я, що заходило для цього за скіс масивної ствольної коробки (подібно до того, як здійснюється фіксація у віконному шпінгалеті). Прорив газів частково усувався насуванням  конічної виїмки переднього кінця затвора на конічний задній обріз ствола. Щільне притискання затвора до поверхні конуса досягалося тим, що скіс, за який здійснювалося замикання, мав похилу поверхню.
Гвинтівка Дрейзе мала численні переваги. Скорострільність її була достатньо висока для того часу (до 10-12 пострілів на хвилину) завдяки тому, що всі операції по відмиканню і замиканню каналу ствола, його відкривання і закривання, досилання патрона в ствол, а також постановка ударника на бойовий взвод здійснювалися одним рухом по «перекручуванню» затвора. Не було необхідності ні рукою досилати патрон, заштовхуючи його в ствол, ні окремо зводити курок, як в системах з відкидним або крановим затвором. Однак внаслідок своїх не менш численних недоліків ця гвинтівка свого часу не отримала належної уваги. Згодом було створено певну кількість систем з ковзними затворами, що певною мірою повторювали конструкцію Дрейзе, у тому числі — гвинтівки Гріна, Ліндрена, Террі тощо, але практично всі вони були маловдалими і особливого поширення не отримали.

### Гвинтівка Шасспо

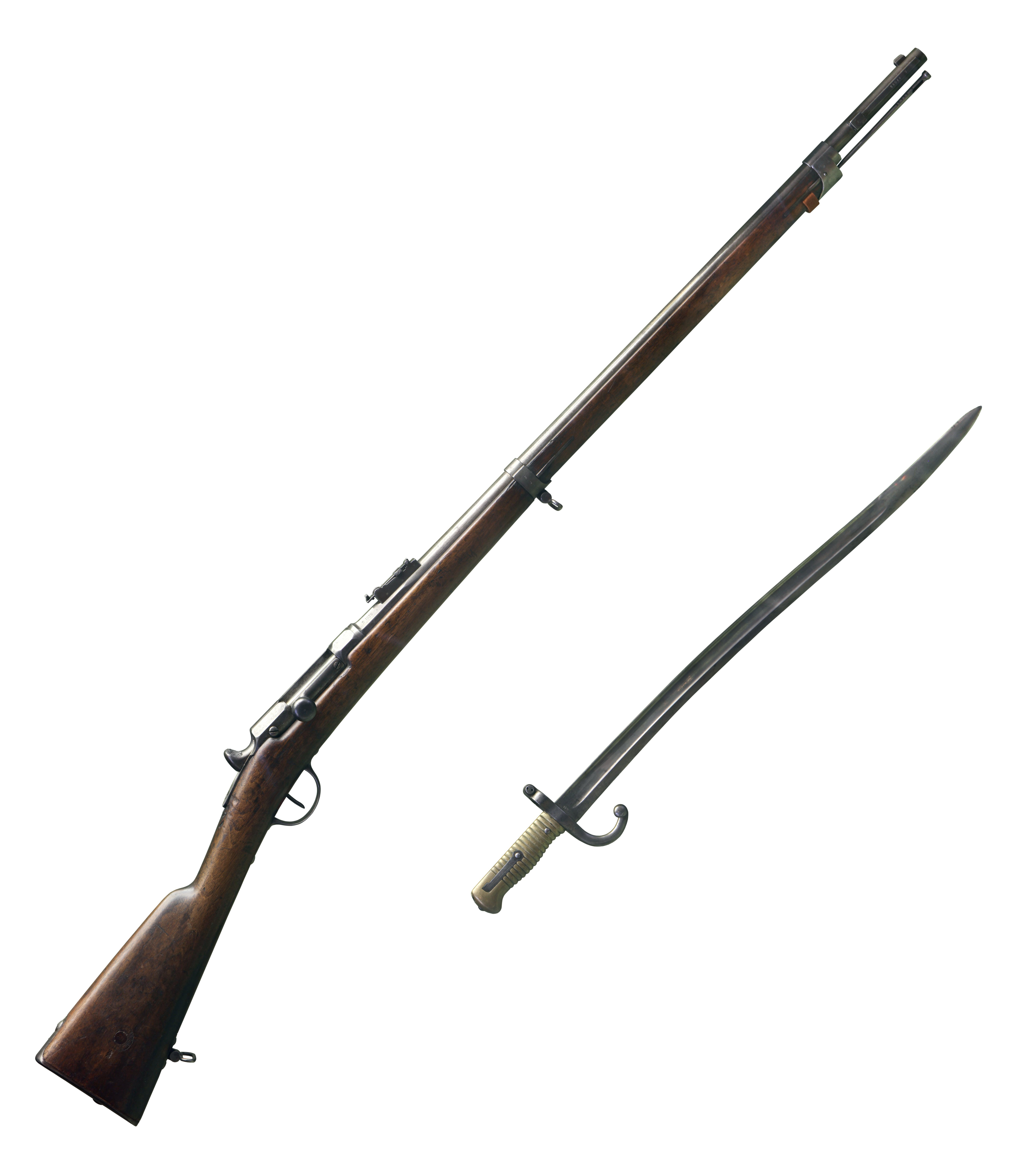
Гвинтівка Шасспо з багнетом

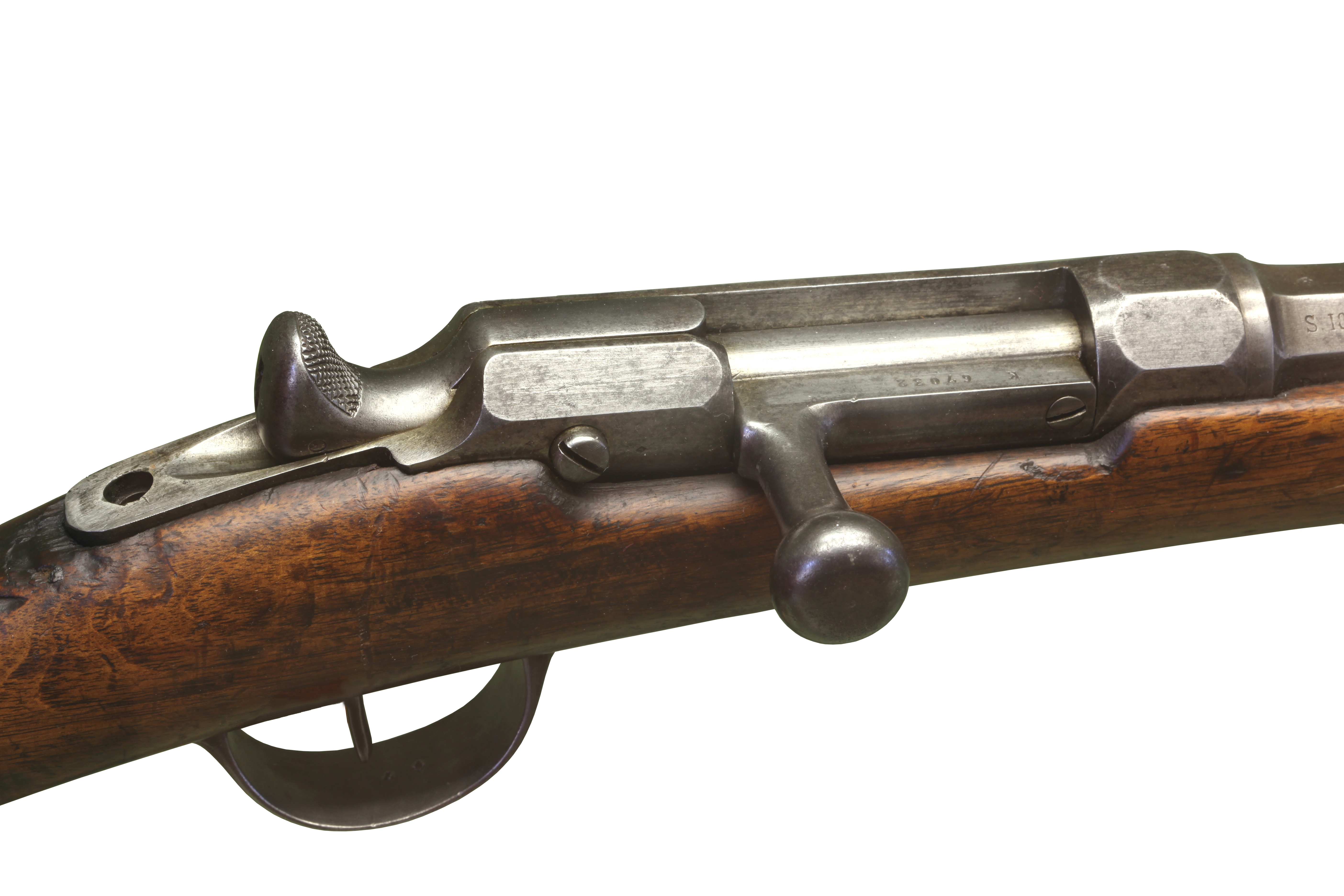
Затвор гвинтівки Шасспо

Наступна вдала і масово застосовувана конструкція військової гвинтівки з поздовжньо-ковзним затвором з'явилася лише через більш ніж 20 років після Дрейзе у Франції — голчаста гвинтівка Шасспо. Гвинтівка Шасспо, прийнята у Французькій Імперії в 1866 році, мала всі основні конструктивні риси, які згодом будуть характерні для однозарядних і магазинних гвинтівок з поздовжньо-ковзним затвором. Навіть зовні її затвор був схожий на сучасний. Як і гвинтівка Дрейзе, вона мала поздовжньо-ковзний затвор, який замикався поворотом, єдина істотна відмінність полягала в тому, що капсуль в її паперовому патроні був розташований не в денці кулі, а біля основи гільзи, що дозволило вкоротити голку і зробити зброю по-справжньому надійною. Крім того, потужний 11-мм патрон надавав їй дуже хорошу для свого часу балістику.

### Гвинтівки 1867–1870рр.
У 1867 році в Російській Імперії взяли частково схожу на системи Дрейзе і Шасспо гольчату гвинтівку Карлі, яка використовувалася ще навіть у російсько-турецькій війні 1877—1878 років. Приблизно тоді ж, у 1868 році, в Італії була введена голчаста гвинтівка Каркано, яка перероблялась зі старих 7-лінійних рушниць, які заряджались з дула — вона вважалась невдалою.
В Америці в той же самий час був створений цілий ряд дуже скорострільних для свого часу магазинних гвинтівок з поздовжньо ковзним затвором, рухом якого керувала рухлива спускова скоба (система Генрі). У них використовувалися малопотужні патрони револьверного типу з кільцевим займанням, тому військове застосування їх було досить обмеженим, проте вони були вкрай популярні і зіграли велику роль в освоєнні «Дикого Заходу».

### Гвинтівка Бердана

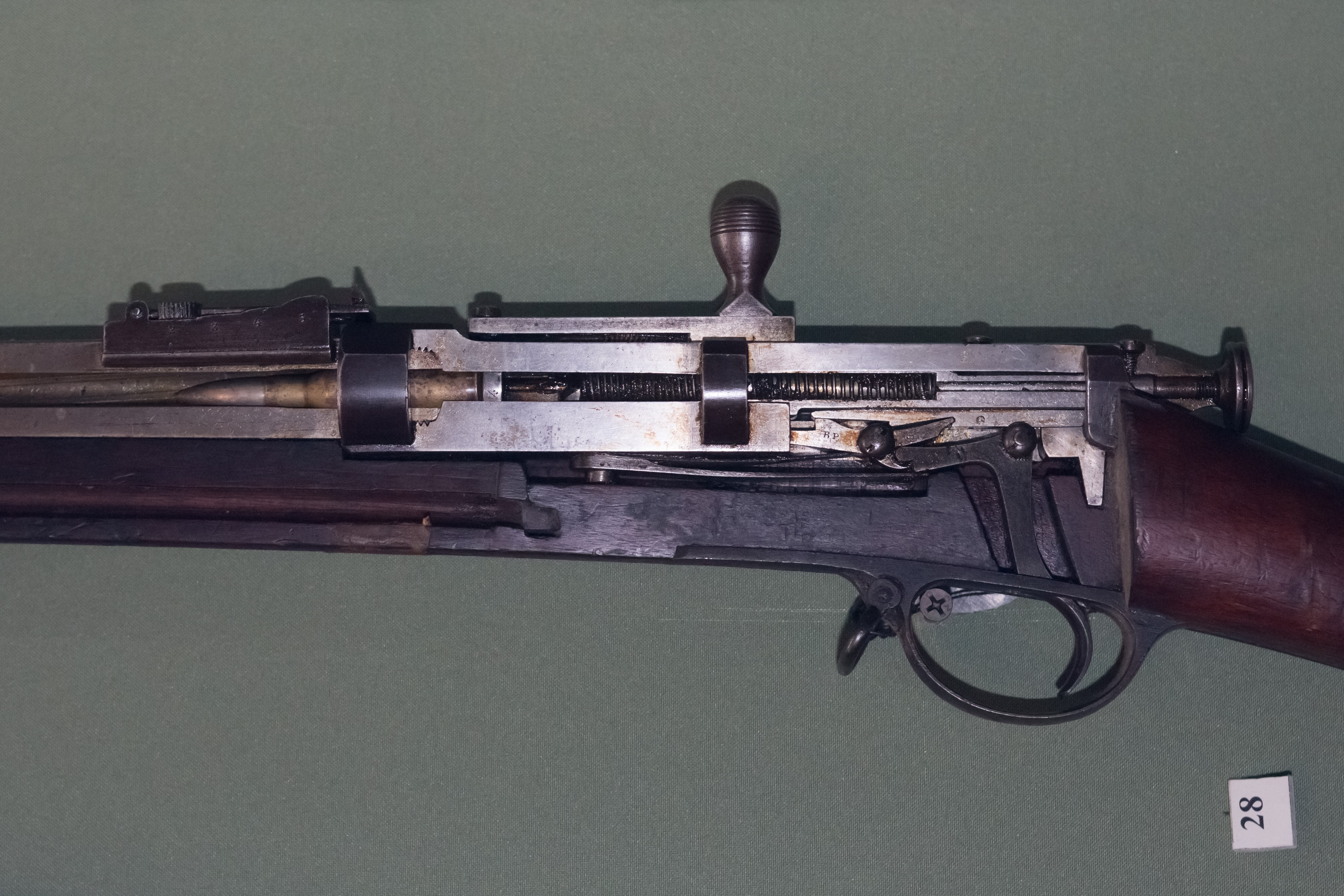
Розрізана модель гвинтівки Бердана

У 1870 році в Російській Імперії була прийнята гвинтівка американської системи Бердана, що мала в цілому схожий по конструкції на французький поздовжньо-ковзний затвор, але вже використовувала більш досконалі патрони центрального займання з металевою гільзою, що дозволило остаточно вирішити проблеми з досягненням обтюрації і в цілому підвищити надійність роботи зброї. При використанні такого патрона вельми зручним виявилося те, що стріляна гільза легко і природно витягалася з патронника за допомогою встановленого спереду на ковзному затворі підпружиненого гачка-викидача (екстрактора) при його ході назад. В інших системах, де затвор не мав великого поздовжнього переміщення, доводилося або виколупувати гільзу з патронника вручну пальцями, або застосовувати для її видалення додаткові пристрої, що ускладнювали конструкцію зброї і знижували її надійність. Досилання патронів також здійснювалося самим затвором при його русі вперед, що виключало необхідність вставляти патрон в патронник ствола рукою, досить було вкинути його у вікно ствольної коробки. Тому після переходу на металеву гільзу поздовжньо-ковзний затвор виявився найзручнішим і відразу отримав широке поширення.

### Гвинтівки 1871–1898рр.
У 1871 році в Німеччині була прийнята гвинтівка Gewehr 1871 конструкції братів Петера Пауля і Вільгельма Маузера під патрон з металевою гільзою, також з ковзним затвором. З німців взяли приклад французи, 1874 року, прийнявши гвинтівку Гра, що являла собою переробку голчастої системи Шасспо під патрон з металевою гільзою. Старі гвинтівки з відкидними і клиновими затворами проіснували ще до кінця XIX століття, але нові військові системи після середини 1870-х років створювалися майже без винятків з ковзними затворами.
Коли в останній чверті XIX століття була поставлена задача створення нової військової магазинної гвинтівки, поздовжньо-ковзний затвор знову проявив свої позитивні якості, оскільки дозволяв найзручніше здійснити подачу патронів із магазина. У другій половині 1880-х — початку 1890-х років магазинні гвинтівки були прийняті практично у всіх розвинених країнах, причому всі вони за вкрай рідкісним винятком використовували саме поздовжньо-ковзні затвори. Введення більш потужних патронів з бездимним порохом зажадало посилення замикаючого вузла, внаслідок чого на гвинтівковому затворі з'явилося від двох до чотирьох окремих бойових упорів. При цьому руків'я перезарядження найчастіше вже не грало ніякої ролі в замиканні каналу ствола, що дозволило винести його в деяких системах далеко назад, розмістивши позаду ствольної коробки, цим підвищивши зручність перезарядження і ще більш збільшивши скорострільність.

### Маузер 98
Див. Маузер 98

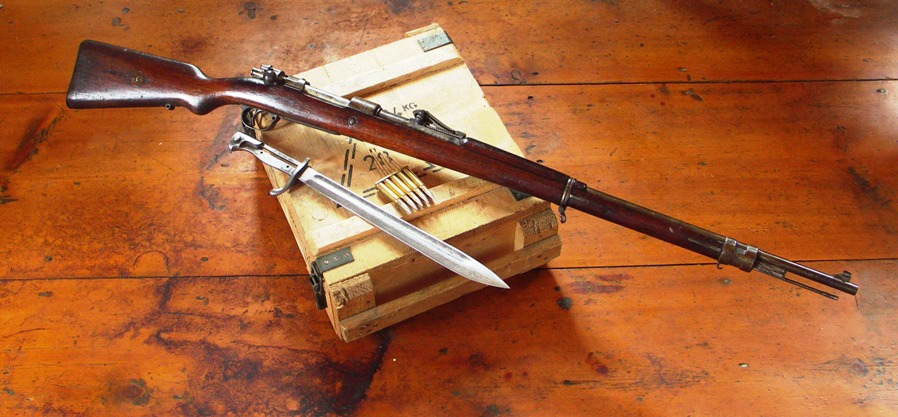
Маузер 98

Ближче до кінця XIX століття з'явилася, мабуть, найвдаліша і найдосконаліша система такої зброї — гвинтівка Маузера 1898, що мала дуже міцний затвор, який замикався на три бойових упори, і винесене далеко назад довге руків'я. Ця система з деякими видозмінами досі широко використовується в мисливській, спортивній та снайперській зброї, ставши своєрідним стандартом для неавтоматичних гвинтівок. З'являються гвинтівки із затвором «прямої дії», в яких стрілець був позбавлений необхідності повертати затвор вручну для досягнення замикання і відмикання каналу ствола, бо це здійснювалося спеціальним механізмом, — для перезарядження було достатньо відвести затвор назад і дослати вперед (гвинтівка Маннліхер, гвинтівка Росса та інші).

### Новітня зброя

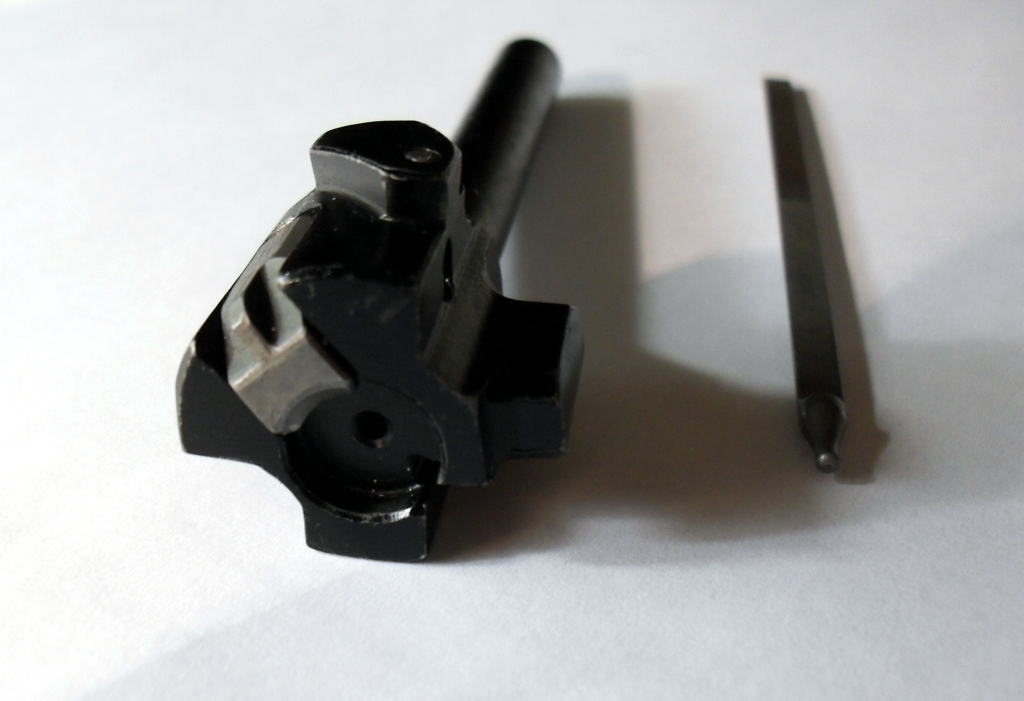
Затвор і ударник АК-47

Тим часом, прогрес в області стрілецької зброї продовжувався. Подальше підвищення скорострільності і зручності користування призвело до появи автоматичної зброї, в якій, за дуже рідкісним винятком, також стали використовувати поздовжньо-ковзні затвори. При використанні в автоматичній зброї, такий затвор (часто виконаний конструктивно у вигляді двох і більше частин, з яких затвором зазвичай іменують тільки одну, безпосередньо здійснює закривання і замикання каналу ствола) здійснює всі операції по відпиранию, відкриванню, закриванню і запиранню каналу ствола, досилання патрона, видаленню стріляної гільзи, забезпечує роботу ударного механізму, а крім того — в багатьох системах безпосередньо забезпечує роботу автоматики перезарядження, що використовує для свого функціонування енергію його віддачі (вільний затвор і напіввільний затвор).
Наприклад, типовим зразком автоматичної зброї з поздовжньо-ковзним затвором є автомат Калашникова.